# ۲۸۴ (میلادی)
۲۸۴ (میلادی) دویست و هشتاد و چهارمین سال تقویم میلادی است.

## رویدادها
- ۲۰ نوامبر - دیوکلتیان امپراتور روم می‌شود.

## درگذشتگان
- نوامبر - نومریان، امپراتور روم
- دیوفانت، ریاضی‌دان یونانی (تاریخ احتمالی)

‎